# M18A1 Claymore

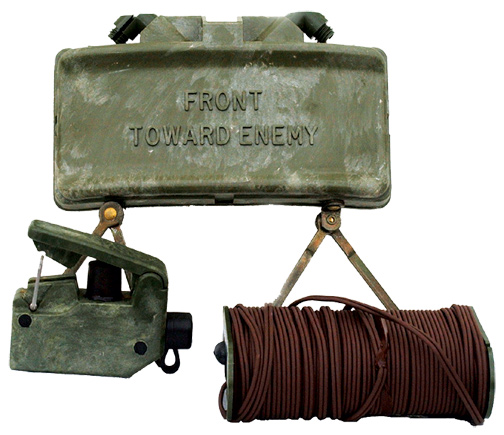
Uma mina M18A1.

A M18A1 Claymore é uma mina anti-pessoal desenvolvida para as Forças Armadas Estadunidenses. O principal inventor dela, Norman A. MacLeod, a nomeou em homenagem à espada escocesa Claymore. Diferentemente de minas terrestres convencionais, a M18A1 Claymore é detonada por comando e é direcional. Ou seja, ela é ativada por controle remoto e dispara 700 bolas de aço no ângulo de 60° à frente.

## Descrição
A mina M18A1 Claymore pode disparar 700 bolas de aço numa distância de aproximadamente 91 metros (100 jardas). A carcaça dela é concava e retangular e feita de plástico. No lado da frente, de onde sairão as bolas de aço, estão escritas as palavras "FRONT TOWARD ENEMY" (frente em direção ao inimigo) e atrás está escrito "BACK" (parte de trás) e "M18 APERS MINE"  (mina anti-pessoal M18).